# الكسندر مونرو
الكسندر مونرو (بالإنجليزية: Alexander Munro) (و. 1870 – 1934 م) هو رياضي بريطاني، شارك في الألعاب الأولمبية الصيفية 1912، والألعاب الأولمبية الصيفية 1908، توفي عن عمر يناهز 64 عاماً.

## روابط خارجية
- الكسندر مونرو على موقع أوليمبيديا (الإنجليزية)